# Luci Cecili Dènter (cònsol)
Luci Cecili Dènter (llatí: Lucius Caecilius Denter) va ser un magistrat romà. Formava part de la gens Cecília, una gens romana d'origen plebeu, i de la família dels Cecili Dènter.
Va ser elegit cònsol l'any 284 aC i pretor el 283 aC. Va lluitar contra els sènons i va morir en la guerra contra aquest poble gal. El va substituir Marc Curi Dentat. Alguns autors pensen que Luci Cecili Dènter, cònsol, i Luci Cecili, pretor, en dos anys seguits, podrien ser personatges diferents. Un altre Luci Cecili Dènter va ser pretor l'any 182 aC.